# 夢見あい
夢見 あい（ゆめみ あい、1986年8月3日 - ）は、日本の元AV女優。
出身地:北海道。血液型:O型。身長:154cm。スリーサイズ:B95(G)・W62・H85cm。

## 略歴・人物
2006年12月にデビューしたロリ系の巨乳AV女優である。

## 出演作品

### アダルトビデオ
- 桃乳プリンセス （2006年12月22日、クリスタル映像） ※デビュー作
- 妹の桃乳プリン （2007年1月26日、クリスタル映像）
- 女乳 （2007年2月23日、クリスタル映像）
- コスプレ召使い （2007年3月30日、クリスタル映像）
- A級乳犯 （2007年5月30日、クリスタル映像）